# Vilém Šašinka
Vilém Šašinka (16. ledna 1933, Bojkovice – 6. dubna 2005, Praha) byl český volejbalista, který reprezentoval Československo. S jeho reprezentací získal stříbrnou medaili na mistrovství světa v roce 1960. Za národní tým nastupoval v letech 1957–1960. Hrál za kluby Křídla Vlasti Olomouc a Spartak Potrubí Praha, s nímž dosáhl svého nejlepšího ligového výsledku v roce 1959 (3. místo). Takřka celý produktivní život strávil v podniku Potrubí Praha jako referent výroby.